# São Tomé (Rio Grande do Norte)
São Tomé is een gemeente in de Braziliaanse deelstaat Rio Grande do Norte. De gemeente telt 11.501 inwoners (schatting 2009).